# Ористано (провинция)
Ористано (на италиански: Provincia di Oristano) е провинция на остров Сардиния.
Има площ 3040 km² и население 168 270 души (2008). Административен център е град Ористано.

## Администативно деление
Провинцията се състои от 88 общини:
- Ористано
- Абасанта
- Азуни
- Айдомаджоре
- Алай
- Албаджара
- Алес
- Арбореа
- Ардаули
- Асоло
- Барадили
- Баратили Сан Пиетро
- Бареса
- Бауладу
- Бидони
- Боза
- Бонаркадо
- Боронеду
- Бузаки
- Вила Верде
- Вила Сант'Антонио
- Виланова Трускеду
- Вилаурбана
- Гиларца
- Гонозно
- Гоноскодина
- Гонострамаца
- Дженони
- Дзедиани
- Дзерфалиу
- Кабрас
- Кулиери
- Куркурис
- Лакони
- Магомадас
- Мазулас
- Марубиу
- Милис
- Могорела
- Могоро
- Модоло
- Монтреста
- Моргонджори
- Нарболия
- Неонели
- Норбело
- Нугеду Санта Витория
- Нураки
- Нуречи
- Оластра
- Палмас Арбореа
- Пау
- Паулилатино
- Помпу
- Риола Сардо
- Руинас
- Сагама
- Самугео
- Сан Веро Милис
- Сан Николо д'Арчидано
- Санта Джуста
- Санту Лусурджу
- Седило
- Сенариоло
- Сенеге
- Сенис
- Скано ди Монтиферо
- Сиамаджоре
- Сиамана
- Сиапичия
- Симаксис
- Симала
- Сини
- Сирис
- Соди
- Соларуса
- Сорадиле
- Суни
- Тадазуни
- Тералба
- Тинура
- Трамаца
- Трезнурагес
- Узелус
- Ула Тирсо
- Урас
- Флусио
- Фордонджанус